# あやめゆう
あやめ ゆう（1982年2月5日 - ）は、日本のライトノベル作家。北海道出身。
2011年7月、『RINGADAWN〈リンガドン〉 妖精姫と灰色狼』（受賞時のタイトルは『フェアリーエッジ』）で中央公論新社の第7回C★NOVELS大賞特別賞を受賞しデビュー。作品に関しては「嘘くさくならない」ことを大切にし、「ちょっとだけ救いや希望がある、っていうのがいいんです」と語る。

## 作品

### RINGADAWN
- RINGADAWN〈リンガドン〉 妖精姫と灰色狼（2011年7月25日[4]、C★NOVELSファンタジア、ISBN 978-4-12-501161-5）
- RINGADAWN〈リンガドン〉 幽霊街と呪い笛吹き（2011年10月25日[4]、C★NOVELSファンタジア、ISBN 978-4-12-501175-2）
- RINGADAWN〈リンガドン〉 虚戦士と終わりの鐘（2012年3月25日[4]、C★NOVELSファンタジア、ISBN 978-4-12-501194-3）
- 牙と爪 RINGADAWN外伝1[注 1]（2012年05月14日[5]、C★NOVELS Mini）
- 剣と戦 RINGADAWN外伝2[注 1]（2012年7月27日[5]、C★NOVELS Mini）
- 瑕と跡 RINGADAWN外伝3[注 1]（2012年8月31日[5]、C★NOVELS Mini）

### ブレイブレイド
- ブレイブレイド1 遺跡の虚人（2012年9月25日[4]、C★NOVELSファンタジア、ISBN 978-4-12-501217-9）
- ブレイブレイド2 鉄鎖の泉　（2012年12月20日[4]、C★NOVELSファンタジア、ISBN 978-4-12-501230-8）
- ブレイブレイド3 惨下の都　（2013年4月25日[4]、C★NOVELSファンタジア、ISBN 978-4-12-501246-9）
- ブレイブレイド4 神葬の魔剣　（2013年8月25日[4]、C★NOVELSファンタジア、ISBN 978-4-12-501261-2）
- いつかの情景 ブレイブレイド外伝[注 1] （2013年4月、C★NOVELS Mini）

### 夜を歩けば
- 夜を歩けば1 サクロビジョン（2014年4月25日[4]、C★NOVELSファンタジア、ISBN 978-4-12-501296-4）
- 夜を歩けば2 ガテラルデイズ（2014年6月25日[4]、C★NOVELSファンタジア、ISBN 978-4-12-501304-6）
- 夜を歩けば3 ミルキーウェイ（2014年8月25日[4]、C★NOVELSファンタジア、ISBN 978-4-12-501311-4）

### ヴァリアント・エクスペリメント
- ヴァリアント・エクスペリメント（2015年5月25日[4]、C★NOVELSファンタジア、ISBN 978-4-12-501340-4）

### その他
- 躍進 C★NOVELS大賞作家アンソロジー（2012年11月22日、C★NOVELSファンタジア、ISBN 978-4-12-501227-8）